# Medalha Janssen
A Medalha Janssen é um prêmio em astrofísica da Academia de Ciências da França, destinada àqueles que contribuiram com avanços na astrofísica.
O prêmio foi instituído em 1886, e a primeira medalha foi concedida no ano seguinte. A comissão formada para escolher o primeiro recipendiário da medalha selecionou a físico alemão Gustav Kirchhoff, por seu trabalho sobre a ciência da espectroscopia. Contudo, Kirchhoff morreu aos 63 anos de idade em 17 de outubro de 1887, poucos meses antes do anúncio do prêmio. Ao invés de selecionar outro recipendiário, a comissão anunciou na sessão da Academia de 26 de dezembro de 1887 que a medalha inaugural deveria ser colocada em sua sepultura, em glória suprema a este grande professor de Heidelberg.
O prêmio foi estabelecido originalmente ser bianual, mas foi concedido em 1888 e novamente em 1889. Um afirmação no volume de 1889 do Comptes rendus de l'Académie des sciences esclareceu que o prêmio seria concedido anualmente nos sete primeiros anos, a então bianualmente a partir de 1894.
Este prêmio independe do Prêmio Jules Janssen (criado em 1897), um prêmio anual da Société astronomique de France. Ambos são nomeados em memória do astrônomo francês Pierre Janssen (1824–1907) (mais conhecido como Jules Janssen). Janssen foi um dos criadores da premiação, e foi membro da comissão inaugural.

## Laureados
- 1887 - Gustav Kirchhoff[4] (póstuma)
- 1888 - William Huggins[4][5]
- 1889 - Norman Lockyer[4]
- 1890 - Charles Augustus Young[4][6]
- 1891 - Georges Rayet[4]
- 1892 - Pietro Tacchini[4][7]
- 1893 - Samuel Pierpont Langley[8]
- 1894 - George Ellery Hale[4]
- 1896 - Henri-Alexandre Deslandres[4]
- 1898 - Aristarkh Belopolsky[4]
- 1900 - Edward Barnard[4]
- 1902 - Aymar de La Baume Pluvinel[4]
- 1904 - Aleksey Pavlovitch Hansky[4]
- 1905 - Gaston Millochau[4] (silver-gilt award)[9]
- 1906 - Annibale Riccò[4]
- 1908 - Pierre Puiseux[4]
- 1910 - William Wallace Campbell[4]
- 1912 - Alfred Perot[4]
- 1914 - René Jarry-Desloges[10]
- 1916 - Charles Fabry[11]
- 1918 - Stanislas Chevalier[12]
- 1920 - William Coblentz[13]
- 1922 - Carl Størmer[14]
- 1924 - George Willis Ritchey[15]
- 1926 - Francisco Miranda da Costa Lobo[12]
- 1928 - William Hammond Wright[16]
- 1930 - Bernard Lyot[12]
- 1932 - Alexandre Dauvillier[12]
- 1934 - Walter Sydney Adams[17]
- 1936 - Henry Norris Russell[18]
- 1938 - Bertil Lindblad[12]
- 1940 - Harlow Shapley[12]
- 1943 - Lucien Henri d'Azambuja[12]
- 1944 - Jean Rösch[12]
- 1946 - Jan Hendrik Oort[12]
- 1949 - Daniel Chalonge[12]
- 1952 - André Couder[12]
- 1955 - Otto Struve[19]
- 1958 - André Lallemand[12]
- 1961 - Pol Swings[20]
- 1964 - Jean-François Denisse[21]
- 1967 - Bengt Strömgren[22]
- 1970 - Gérard Wlérick[23]
- 1973 - Lucienne Devan[24] (silver-gilt award)[25]
- 1976 - Paul Ledoux[26]
- 1979 - Jean Delhaye[27]
- 1982 - Georges Michaud[28]
- 1985 - Pierre Lacroute[29]
- 1988 - Lodewijk Woltjer.[30]
- 1990 - Pierre Charvin[29]
- 1992 - Henk C. Van de Hulst[29]
- 1994 - Serge Koutchmy[31]
- 1999 - Jean-Marie Mariotti
- 2003 - Gilbert Vedrenne[1]
- 2007 - Bernard Fort[32]
- 2011 - François Mignard[33]